# 나가세 토모야
나가세 도모야(일본어: 長瀬智也)는 1978년 11월 7일생으로 일본의 가수, 배우. 일본 유명 남자 아이돌 그룹 TOKIO의 멤버이다. TOKIO에서는 보컬을 맡고 있으며, 어쿠스틱 기타를 담당하기도 한다. 소속사는 주식회사 TOKIO.

## 개요

### 가수 활동
1993년에 《트윈즈 교사》로 드라마 첫 출연하였다. 자니즈 주니어에서 서서히 두각을 나타내 간다. 죠시마 시게루가 리더인 TOKIO의 정식 데뷔 전 서포트 멤버로 참여. 1994년, CD데뷔를 앞에 두고 보컬리스트도 점찍어 두던 코지마 히로무가 돌연 TOKIO를 탈퇴, 자니즈 사무소를 그만 두어, 나가세가 정식 멤버로 가입. 같은해 9월 21일에, 가수로서 《LOVE YOU ONLY》로 CD데뷔.
TOKIO에서는, 보컬 뿐 아니라 기타, 하모니카를 연주, 스스로 작사·작곡·편곡을 하기도 한다. 싱글 《明日を目指して!》부터 앨범에서도 자작곡을 수록하였다. 2009년 2월에 방영된 《MTV unplugged》 라이브 공연에서는, 자작곡 6곡을 발표. 《宙船》, 《Knockin' On Heaven's Door》등을 재편곡하였다. 또, 2006년 여름, 첫 라이브 하우스 투어를 수록한 TOKIO DVD 《TOKIO GIGs 2006》에서는, DVD 감독·편집을 직접하기도 하였다.

### 배우 활동
배우 활동도 활발해 특히, 드라마 주연이 많다 (드라마 주연 16개). 후지TV 월요일 9시 드라마인 게츠쿠주연으로는 사상 최연소 (19세 2개월)로 주연하기도 하였고, 1996년 드라마 《하쿠센》에서는, 고교생 연기로 인지도를 높이는 계기가 된 작품이다. 《이케부쿠로 웨스트 게이트 파크》, 《타이거&드래곤》, 《한밤중의 야지씨 키타씨》 등, 일본의 각본가 쿠도 칸쿠로의 작품의 주연을 여럿 맡기도 하였다.
《타이거&드래곤》에서는 낮에는 만담가, 밤에는 야쿠자라는 2가지 상반된 성격을 연기해 일본 내에서 만담붐 열풍을 일으키기도 하였다.2006년 드라마 《마이☆보스 마이☆히어로》에서도 고교생, 야쿠자 2가지의 모습의 주인공을 연기해 평균 시청률 18.9%, 최고 시청률 23.2%를 기록하는 등, 큰 인기를 얻었다. 이와 같이, 진지한 역할에서 코미디까지 폭넓고 다이나믹한 연기로 연기자로서도 큰 인기를 얻고 있다.

#### 수상
2002년의 영화 첫 주연작 《서울》로, 다음해 2002년 제15회 〈이시하라 유지로〉 신인상 수상.

## 인물

### 주변 관계
연예인보다 오랜 소꿉친구들, 동네 친구들을 소중히 여긴다. 일본의 그룹 쇼난노카제의 멤버와는 오토바이를 같이 사는 사이. 배우 카시와바라 다카시와는 축구를 같이 하는 사이. 소속사에서는, KinKi Kids 멤버 2명과는 어릴적부터 친하게 지내며, 도모토 코이치를 가장 친한 연예인 친구로 뽑는다.
또, 배우 데뷔작인 《트윈즈 교사》에서 같이 출연한 일본의 여자 가수 하마사키 아유미와 오랜 기간 사귀었지만, 2007년 7월 13일 헤어졌다고 발표하였다.

### 취미·기호
취미는, 초등학교 1학년때부터 시작한 스케이드 보드와 축구. 중학생 시절에는 축구부이기도 했다. 현재도 아마추어 축구·풋살의 팀 일원.
그 밖에 취미는, 오토바이나 낚시, 당구, 사진 찍기, 기타 치기, 운동화와 모자 수집 등.
패션은, 아메리칸 캐쥬얼을 어릴 적부터 고수, 절대 변하지 않는다.
음악은 락 스타일을 좋아한다. 딥 퍼플, 레이먼즈, 건스 앤 로지스, 너바나, 레드 핫 칠리 페퍼스, 푸 파이터스, 피시등의 팬.나가세 자신의 음악관에도 영향을 주었다. 최근에는, 블루스나 재즈색의 강한 것을 많이 듣는다.
음식은 단맛을 무척 좋아한다. 술은 잘 못 먹는다. 먹기 어려워하는 음식은, 표고버섯이나 계피, 건포도 등. 일본 개그맨 에가시라 2:50의 팬.
게임 〈메탈기어〉의 팬이며, 그 인연으로부터 〈POPEYE〉에서 인터뷰하기도 하였다.

## 배우 작품
| 년도 | 제목                                | 매체 | 역할                          | 기타 |
| ---- | ----------------------------------- | ---- | ----------------------------- | ---- |
| 1993 | 트윈스 교사                         | TV   | 오치아이 마모루               |      |
| 1994 | 개미여 안녕                         | TV   | 코스기 마모루                 |      |
| 1995 | 최고의 짝사랑 WHITE LOVE STORY      | TV   | 아소 테츠                     |      |
| 1995 | 가라오케의 추천                     | TV   | 에비스                        |      |
| 1995 | 연인이여                            | TV   | 후지타 타츠히코               |      |
| 1996 | 하쿠센 나가시                       | TV   | 오오코우치 와타루             |      |
| 1996 | 디어 우먼                           | TV   | 이시마루 히로미               |      |
| 1996 | 사랑이야기 - 안타까운 밤엔 그리워서 | TV   |                               |      |
| 1997 | 료마가 간다                         | TV   |                               |      |
| 1997 | 고르지 않은 사과들 IV               | TV   | 키류 카츠히코                 |      |
| 1997 | D×D Dangerous Angel × Death Hunter  | TV   | 아이자와 사토루               |      |
| 1997 | 하쿠센 나가시~19세의 봄             | TV   | 오오코우치 와타루             |      |
| 1998 | 데이즈                              | TV   | 야베 테츠야                   |      |
| 1998 | 사랑과 에로스                       | TV   | 고다 지로                     |      |
| 1999 | 링 최종장                           | TV   | 타카야마 류지                 |      |
| 1999 | 하쿠센 나가시~20세의 바람           | TV   | 오오코우치 와타루             |      |
| 1999 | 모래 위의 연인들                    | TV   | 타카노 아키라                 |      |
| 2000 | I.W.G.P.                            | TV   | 마시마 마코토                 |      |
| 2001 | 데릴사위                            | TV   | 사쿠라바 유이치로             |      |
| 2001 | 하쿠센 나가시~여행길의 시           | TV   | 오오코우치 와타루             |      |
| 2001 | 한도쿠!!!                           | TV   | 하자마 이치방                 |      |
| 2002 | 서울                                | 영화 | 하야세 유타로                 |      |
| 2002 | 빅 머니!                            | TV   | 시라토 노리미치               |      |
| 2002 | 얀파파                              | TV   | 마부치 유사쿠                 |      |
| 2003 | 데릴사위 2003                       | TV   | 사쿠라바 유이치로             |      |
| 2003 | 두 사람-내가 선택한 길              | TV   |                               |      |
| 2003 | 하쿠센 나가시~25세                  | TV   | 오오코우치 와타루 [大河内渉]  |      |
| 2004 | 그녀가 죽었다.                      | TV   | 안자이 하지메                 |      |
| 2004 | 동생                                | TV   | 신타로                        |      |
| 2005 | 한밤중의 야지씨 키타씨              | TV   | 야지로베에                    |      |
| 2005 | 타이거 & 드래곤                     | TV   | 야마자키 토라지               |      |
| 2005 | 하쿠센 나가시~꿈꾸는 때가 지나도    | TV   | 오오코우치 와타루 [大河内渉]  |      |
| 2006 | 마이☆보스 마이☆히어로               | TV   | 사카키 마키오                 |      |
| 2007 | 우타히메                            | TV   | 시만토 타로 , 코이즈미 아키라 |      |
| 2007 | 스트레인저 : 무황인담               | 영화 | 떠돌이 무사                   | 더빙 |
| 2009 | 화려한 스파이                       | TV   | 요로이 쿄스케                 |      |
| 2009 | 헤븐스 도어                         | 영화 | 아오야마 카츠히토             |      |
| 2010 | 자만형사                            | TV   | 우누보레                      |      |
| 2010 | 미포링의 보조개                     | TV   | 오카자키 테루오               |      |
| 2013 | 울지마, 하라 짱                     | TV   | 하라 짱                       |      |
| 2013 | 쿠로코치                            | TV   | 쿠로코치 케이타               |      |
| 2016 | 프래자일                            | TV   | 키시 쿄이치로                 |      |

## 수상력
- 2001년 제29회 더 텔레비전 드라마 아카데미상 『ムコ殿』
- 2002년 제15회 닛칸스포츠영화대상·이시하라 유지로상 신인상 『ソウル』
- 2003년 제16회 일본 안경 베스트 드레서상 선글라스부문
- 2005년 제45회 더 텔레비전 드라마 아카데미상 『タイガー&ドラゴン』
- 2007년 제47회 ACC CM 페스티벌 연기상
- 2016년 제3회 컨피던스 어워드·드라마상 주연남우상 『프래자일』